# Pedro Cardoso
Pedro Cardoso (Rocha, Uruguay, 14 de julio de 1975) es un futbolista uruguayo que juega de centro delantero y su equipo actual es el Club Atlético Lavalleja de la Liga Rochense de Fútbol de Rocha.

## Trayectoria
Su primer club profesional donde tuvo minutos fue el Rocha. Luego de un gran año 2005 en Rocha de allí pasó en 2006 a  el Club Atlético Peñarol y luego de un mal año 2007 fichó nuevamente por el Rocha de Uruguay.
Trayectoria: Lavalleja, Huracán Buceo, Lavalleja, Selección de Rocha, Rocha FC, Peñarol, Rocha FC, River Plate, Rocha FC, Palermo, Lavalleja. Jugó en el profesionalismo obteniendo el Torneo Apertura Segunda División 2003 y el ascenso a Primera División.
Logró el histórico campeonato Apertura 2005, siendo goleador con 11 goles y goleador temporada 2005/2006 con 17 goles. Jugó la Copa Libertadores de América y es el goleador histórico de Rocha FC con 68 goles anotados.

## Clubes[1]
| Club                | País    | Año       |
| ------------------- | ------- | --------- |
| Lavalleja (Rocha)   | Uruguay | 1995-1997 |
| Huracán Buceo       | Uruguay | 1997-1998 |
| Lavalleja (Rocha)   | Uruguay | 1998-1998 |
| Selección de Rocha  | Uruguay | 1998-2000 |
| Rocha               | Uruguay | 2000-2006 |
| Peñarol             | Uruguay | 2006-2007 |
| Rocha               | Uruguay | 2007      |
| River Plate         | Uruguay | 2007-2008 |
| Rocha               | Uruguay | 2008-2010 |
| Lavalleja (Rocha)   | Uruguay | 2010-2010 |
| Palermo Futbol Club | Uruguay | 2010-2011 |
| Lavalleja (Rocha)   | Uruguay | 2011-2013 |

## Palmarés

### Campeonatos nacionales
| Título                              | Club  | País    | Año     |
| ----------------------------------- | ----- | ------- | ------- |
| Torneo Apertura de Segunda División | Rocha | Uruguay | 2003    |
| Torneo Apertura                     | Rocha | Uruguay | 2005-06 |

### Distinciones individuales
| Distinción                                         | Año     |
| -------------------------------------------------- | ------- |
| Máximo goleador del Campeonato Uruguayo (17 goles) | 2005-06 |